# Sainte Cécile (Gentileschi)
Pour les articles homonymes, voir Sainte Cécile.
Sainte Cécile est un tableau réalisé par la peintre italienne Artemisia Gentileschi vers 1620. De format vertical, cette huile sur toile est une peinture chrétienne qui représente Cécile de Rome jouant du luth près d'un orgue. Vêtue d'une robe jaune, la jeune femme lève les yeux vers le Ciel. L'œuvre est conservée à la galerie Spada, à Rome.